# Lamprempis violacea
Lamprempis violacea är en tvåvingeart som beskrevs av Friedrich Hermann Loew 1869. Lamprempis violacea ingår i släktet Lamprempis och familjen dansflugor. Inga underarter finns listade i Catalogue of Life.